# Silene involucrata
Silene involucrata — вид трав'янистих рослин родини Гвоздичні (Caryophyllaceae), поширений у Північній Америці, й Північній Євразії.

## Таксономічні примітки
Silene involucrata є дуже змінним, циркумполярним і арктично-альпійським видовим комплексом. Багато варіантів було розглянуто ранішими дослідниками. Тут визнається один вид із трьома підвидами: бореальний і низькоарктичний, головним чином Сибірський і з Північної Америки ssp. involucrata; бореальний і низькоарктичний північно-європейської та пн.-зх. сибірський ssp. tenella; і приполярний, високоарктичний ssp. furcata.

## Опис
Це багаторічні трави, іноді з густими пучками прикореневих розеток листя від майже безволосих до запушених і залозистих, корінь тонкий або товстий. Квітконосних стебел кілька, випростані, прості або гіллясті, 10–45 см завдовжки, зазвичай з 2–5 парами листя. Листки в основному прикореневі, черешкові; пластини 20–60 × 3–5(10) мм (включаючи черешки), від голих до запушених, особливо на полях і жилках знизу. Суцвіття 1–3-квіткові, відкриті, запушені, волосся довге, хвилясте, в основному залозисте, приквітки вузько-ланцетні, 4–10 мм, зазвичай запушені. Квітконіжки зазвичай в кілька разів довші ніж чашечки. Квіти з ніжкою, рідко сидячі, випростані, 8–16 мм діаметром. Чашечки чітко 10-жильні дзвінчаті або овальні, 8–20 мм завдовжки, запушені, особливо по жилках, рідко майже голі, жилки сильно наповнені фіолетовим, волоски довгі й кремові. Пелюстки білі, часто з рожевим або фіолетовим відтінком, від виїмчастих до зворотно-яйцюватих, часто 2-роздільні, 1/2 від довжини чашечки. Капсули рівні чашечці, відкриваються 5 зубцями. Насіння коричневе, крилате, 1–1.5 мм діаметром; крило діаметру 2 насінин.

## Відтворення
Статеве розмноження насінням; вегетативного розмноження немає. Квітки пристосовані до запилення комахами. Рослина регулярно виробляє велику кількість зрілого насіння. Насіння має крила, тому пристосоване до розсіювання вітром по землі (бо занадто велике й важке, щоб літати високо). Стебла стають дуже жорсткими восени. Жорсткі стебла, випростані капсули та зуби капсул гарантують, що розповсюдження відбувається тільки, коли швидкість вітру вища певного рівня.

## Поширення
Північна Америка (Ґренландія, Канада, Аляска — США); Європа (Швеція, Норвегія [вкл. Шпіцберген], Фінляндія, Північна Росія); Азія (Росія).
Зростає на сухих луках і схилах гір, відкритих плямах із трави й різнотрав'я в степу, стабілізованих осипах, річкових терасах на дрібно- і грубозернистих субстратах, але, здається, уникає глинястих ґрунтів. Субстрат, як правило, добре дренований і періодично може бути досить сухим. Надає перевагу субстратам із приблизно нейтральною або слаболужною реакцією ґрунту (pH) і відсутній або рідкісний як у кислих, так і дуже лужних областях.

## Галерея

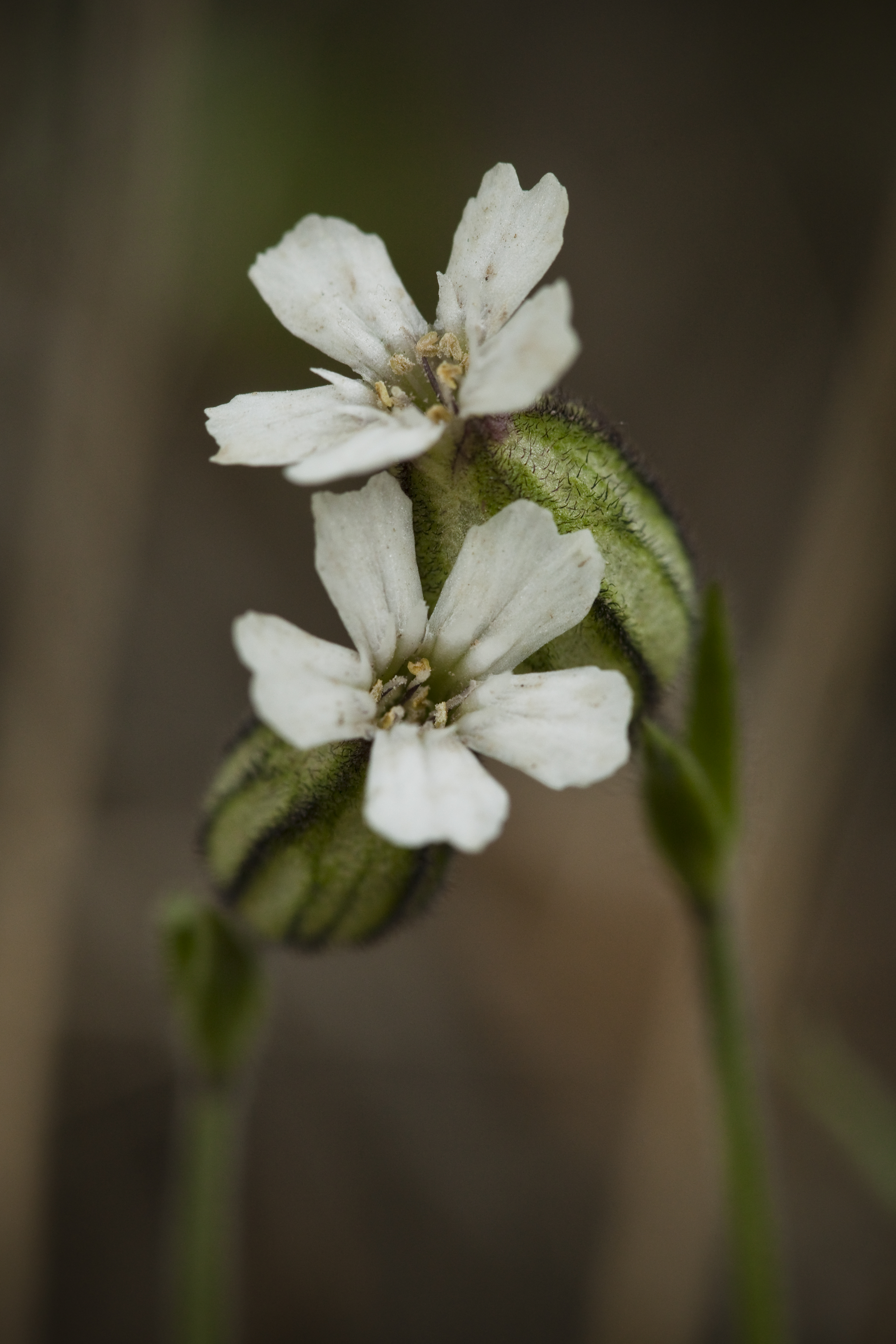